# Phascolion valdiviae
Phascolion valdiviae är en stjärnmaskart som beskrevs av W. Fischer 1916. Phascolion valdiviae ingår i släktet Phascolion och familjen Phascoliidae.

## Underarter
Arten delas in i följande underarter:
- P. v. sumatrense
- P. v. valdiviae